# 164-es busz (Budapest)
A budapesti 164-es jelzésű autóbusz a Hűvösvölgy és Solymár, PEMÜ között közlekedik. A viszonylatot a MÁV Személyszállítási Zrt. üzemelteti. Teljesen lefedi a nappali 64A és a 264-es, valamint az éjszakai 964-es buszjárat útvonalát. Kiegészítő járata 164B jelzéssel a vasútállomás érintésével közlekedik. Útvonala Hűvösvölgy és a Templom tér között megegyezik a 64-es és a 64B járattal is.

## Története
1962. január 31-étől a 64-es járat helyett naponta kétszer 64Y jelzéssel a Hűvösvölgy, Népkert és a Pest Megyei Műanyagipari Vállalat között járt autóbusz. 1965. január 18-ától betért a Templom térhez is. 1967. november 23-án a solymári Szénosztályozóig hosszabbították, majd 1968. augusztus 1-jétől újra csak a Műanyaggyárig járt. 1977. január 1-jétől 164-es jelzéssel közlekedik.
Budapesti végállomása 1999. július 6-án a Népkertből az új Hűvösvölgy elnevezésű végállomásra került át.
2012. augusztus 4-étől 264-es jelzésű betétjárata is jár azonos végállomások között, de a Templom tér érintése nélkül.
2013. február 16-án a solymári járatokon bevezették az első ajtós felszállási rendet.
2014. május 11-én a viszonylat üzemeltetését a Volánbusz vette át.
2021. május 1. és 2024. december 14. között bizonyos menetek a solymári vasútállomás érintésével közlekedtek. 2024. december 15-étől a 831-es buszok helyett a 64-es járatcsalád több indulása is a solymári vasútállomás érintésével közlekedik, ezért ezek külön viszonylatjelzéssel (64B, 164B) közlekednek, ennek következtében a 164-es és 264-es viszonylatok a továbbiakban nem térnek be az állomáshoz. A 64B viszonylat útvonala megegyezik a 64-esével, azonban nem érinti az Auchan áruházat, míg a 164B a korábban vasútállomáshoz betérő 164-essel azonos útvonalon jár Hűvösvölgy és a PEMÜ között.

## Útvonala
| Solymár, PEMÜ felé |
| Hűvösvölgy vá. – Hűvösvölgyi út – Hidegkúti út – Solymár, Rózsika utca – Mátyás király utca – József Attila utca – Dózsa György utca – Templom tér – Dózsa György utca – József Attila utca – Mátyás király utca – Tersztyánszky utca – Ifjúság utca – Solymár, PEMÜ vá. |
| Hűvösvölgy felé |
| Solymár, PEMÜ vá. – Tersztyánszky utca – Mátyás király utca – József Attila utca – Dózsa György utca – Templom tér – Dózsa György utca – József Attila utca – Mátyás király utca – Rózsika utca – Hidegkúti út – Hűvösvölgyi út – Hűvösvölgy vá.                         |

## Megállóhelyei
Az átszállás kapcsolatok között az azonos útvonalon közlekedő 64A (Templom térig), valamint a 164B busz (vasútállomás érintésével) nincs feltüntetve.
| 0                                     | Hűvösvölgy végállomás      | 17 | 29, 57, 63, 64, 64B, 157, 157A, 257, 264 56, 56A, 59B, 61 Gyermekvasút |
| 0                                     | Bátori László utca         | 16 | 57, 63, 64, 64B, 157, 157A, 257, 264                                   |
| 1                                     | Hunyadi János utca         | 15 | 57, 64, 64B, 257, 264                                                  |
| 2                                     | Kossuth Lajos utca         | 14 | 57, 64, 64B, 257, 264                                                  |
| 3                                     | Kölcsey utca               | 13 | 57, 64, 64B, 257, 264                                                  |
| 3                                     | Mikszáth Kálmán utca       | 12 | 57, 64, 64B, 257, 264                                                  |
| 4                                     | Községház utca             | 11 | 57, 64, 64B, 257, 264                                                  |
| 5                                     | Templom utca (Kultúrkúria) | 11 | 57, 64, 64B, 257, 264                                                  |
| 6                                     | Solymári elágazás          | 10 | 57, 64, 64B, 257, 264                                                  |
| 7                                     | Szarvashegy utca           | 10 | 64, 64B, 264                                                           |
| 8                                     | Örökzöld utca              | 9  | 64, 64B, 264                                                           |
| 9                                     | Kökörcsin utca             | 8  | 64, 64B, 264                                                           |
| Budapest–Solymár közigazgatási határa |                            |    |                                                                        |
| 10                                    | Anna kápolna               | 7  | 64, 64B, 264                                                           |
| 11                                    | Munkás utca                | 6  | 64, 64B, 264                                                           |
| 12                                    | Bajcsy-Zsilinszky utca     | 5  | 64, 64B, 264                                                           |
| 13                                    | Solymár, községháza        | 5  | 64, 64B, 264 831                                                       |
| 14                                    | Dózsa György utca          | 4  | 64, 64B 831                                                            |
| 16                                    | Templom tér                | 3  | 64, 64B 831                                                            |
| 17                                    | Dózsa György utca          | 2  | 64, 64B 831                                                            |
| 18                                    | Solymár, községháza        | 2  | 64, 64B, 264 831                                                       |
| 19                                    | Pilisvörösvári utca        | 1  | 264 830, 831, 832                                                      |
| 20                                    | Váci Mihály utca           | 1  | 264 830, 831, 832                                                      |
| 21                                    | Solymár, PEMÜ végállomás   | 0  | 264 830, 831, 832 S72 (Szélhegy megállóhely)                           |

## Képgaléria

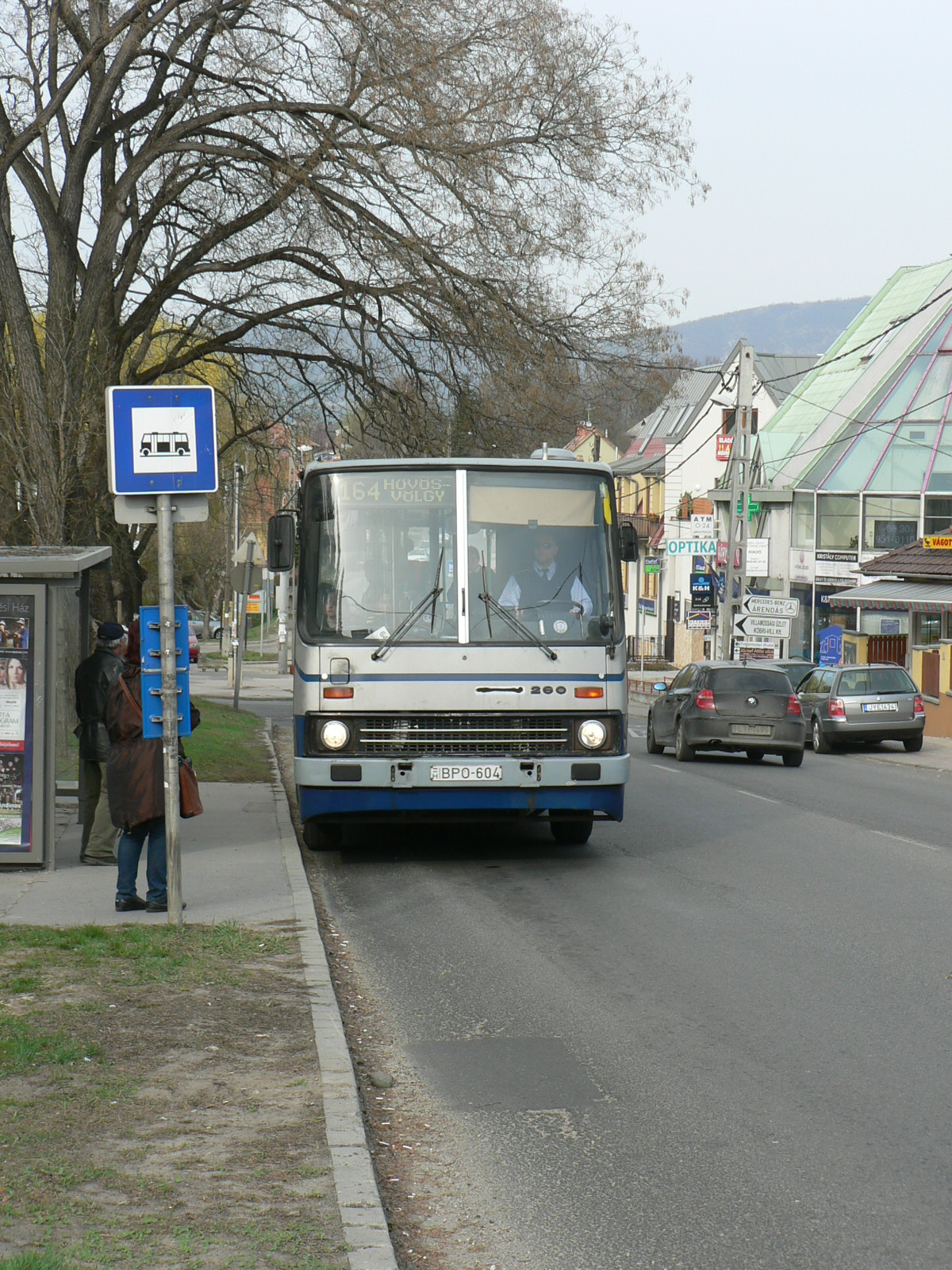
164-es busz Solymár, községháza megállóhelyen (2012, Ikarus 260, ezüstnyíl)
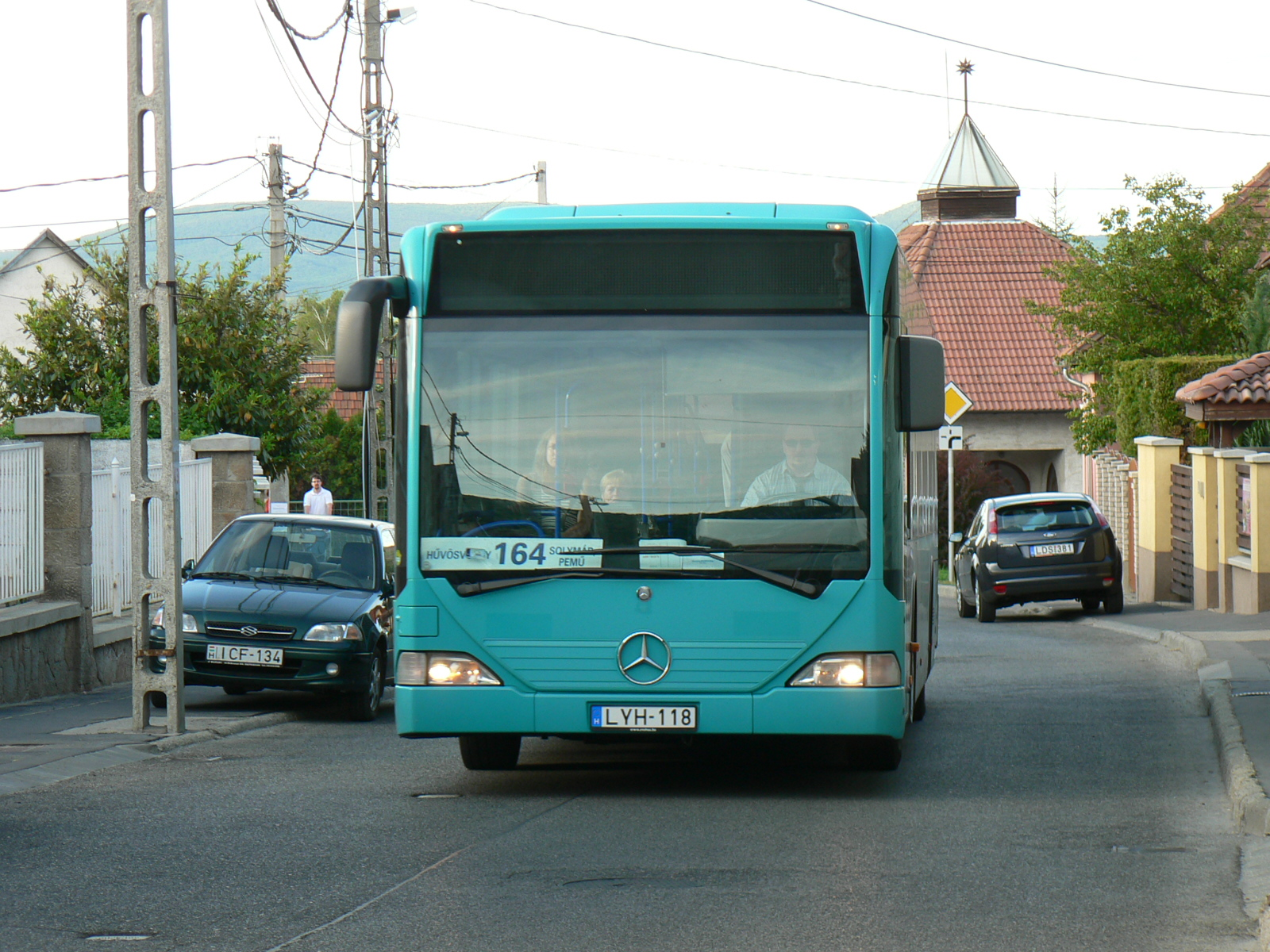
Alacsony padlós 164-es busz Solymár, Dózsa György utcában (LYH-118, 2012, még türkiz festéssel)
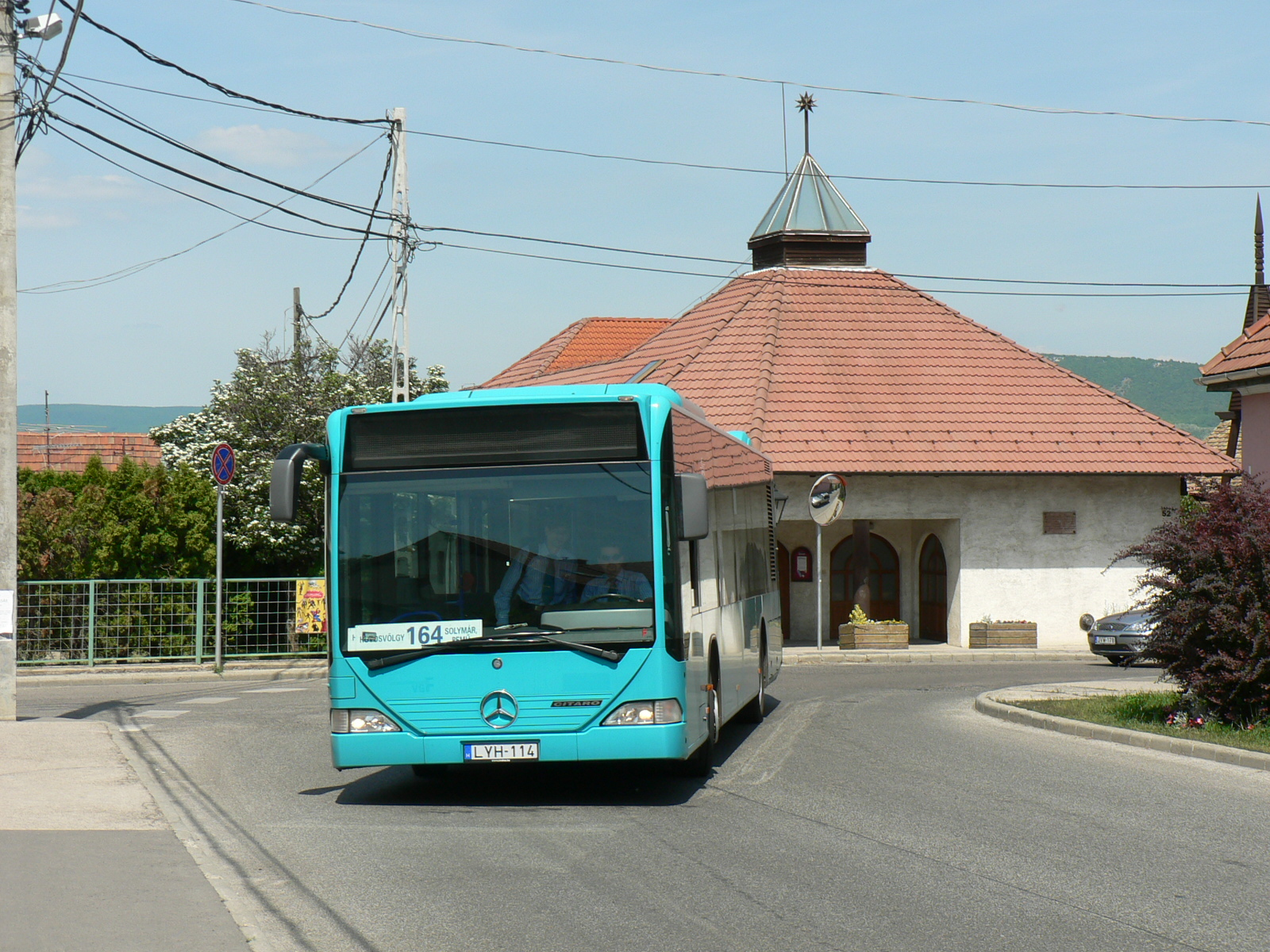
Alacsony padlós 164-es busz Solymár, Dózsa György utcában (LYH-114, 2012, még türkiz festéssel)